# 도쿄 메트로 난보쿠선
도쿄지하철 난보쿠선(일본어: 東京地下鉄 南北線 도쿄치카테쓰 난보쿠센[*])은 일본 도쿄도 시나가와구에 있는 메구로역과 도쿄도 기타구에 있는 아카바네이와부치 역을 잇는 도쿄 지하철의 철도 노선이다. 일반적으로는 도쿄 메트로 난보쿠 선(일본어: 東京メトロ南北線 도쿄메토로난보쿠센[*]) 이나 지하철 난보쿠 선(일본어: 地下鉄南北線 지카테쓰난보쿠센[*]) 이라고 불린다. 노선 색은 ○에메랄드 그린(옥색)이다.
메구로역을 제외한 모든 역에 밀폐형 스크린도어가 설치되어 있으며 메구로역에서는 도큐 메구로선과, 아카바네이와부치 역에서는 사이타마 고속철도와 상호 직통운행을 실시하고 있다. N으로 표시 했다.

## 역사
- 1991년 11월 29일: 고마고메 ~ 아카바네이와부치간 개통
- 1995년 3월 20일: 도쿄 지하철 사린 사건의 영향으로 오전 운행을 중지, 오후부터 재개
- 1996년 3월 26일: 요쓰야 ~ 고마고메 연장개통
- 1997년 9월 30일: 다메이케산노 ~ 요쓰야 연장개통
- 2000년 9월 26일: 메구로 ~ 다메이케산노 연장개통, 도쿄 급행 전철 메구로 선과 서로 직결 운행을 시작.
- 2001년 3월 28일: 사이타마 고속철도와 서로 직결 운행을 시작

## 차량
- 9000계
- 도영 6300형(공용구간: 메구로 - 시로카네타카나와) 구간에만 운행
- 도영 6500형(8량, 공용구간: 메구로 - 시로카네타카나와) 구간에만 운행
- 도큐 3000계
- 도큐 3020계
- 도큐 5080계
- 사이타마 고속철도 2000계
- 소테츠 21000계

## 역 목록
- ○ 도에이 지하철 미타선 노선색으로 표시된 구간(메구로-시로카네타카나와)은 도에이 지하철 미타선과 선로를 공유한다.

| 역 번호 | 역명             | 일어 역명    | 접속 노선 | 역간 거리 | 누적 거리 | 소재지   | 소재지     |
| ------- | ---------------- | ------------ | --- | --------- | --------- | -------- | ---------- |
| N-01    | 메구로           | 目黒         | 도쿄 급행 전철 메구로 선 (MG 01, 직결 운행), 미타 선 (I-01), 야마노테 선 (JY 22)                                |           | 0.0       | 도 쿄 도 | 시나가와구 |
| N-02    | 시로카네다이     | 白金台       | | 1.3       | 1.3       | 도 쿄 도 | 미나토구   |
| N-03    | 시로카네타카나와 | 白金高輪     | 미타 선 (I-03)                                                                                                  | 1.0       | 2.3       | 도 쿄 도 | 미나토구   |
| N-04    | 아자부주반       | 麻布十番     | 오에도 선 (E-22)                                                                                                | 1.3       | 3.6       | 도 쿄 도 | 미나토구   |
| N-05    | 롯폰기 1초메     | 六本木一丁目 | | 1.2       | 4.8       | 도 쿄 도 | 미나토구   |
| N-06    | 다메이케산노     | 溜池山王     | 긴자 선 (G-06), 마루노우치 선 (곳카이기지도마에 역, M-14) 지요다 선 (곳카이기지도마에 역, C-07)                 | 0.9       | 5.7       | 도 쿄 도 | 지요다구   |
| N-07    | 나가타초         | 永田町       | 유라쿠초 선 (Y-16), 한조몬 선 (Z-04), 긴자 선 (아카사카미쓰케 역, G-05) 마루노우치 선 (아카사카미쓰케 역, M-13) | 0.9       | 6.6       | 도 쿄 도 | 지요다구   |
| N-08    | 요츠야           | 四ツ谷       | 마루노우치 선 (M-12), 주오 쾌속선 (JC 04), 주오·소부 완행선 (JB 14)                                             | 1.3       | 7.9       | 도 쿄 도 | 신주쿠구   |
| N-09    | 이치가야         | 市ケ谷       | 유라쿠초 선 (Y-14), 신주쿠 선 (S-04), 주오·소부 완행선 (JB 15)                                                  | 1.0       | 8.9       | 도 쿄 도 | 신주쿠구   |
| N-10    | 이다바시         | 飯田橋       | 도자이 선 (T-06), 유라쿠초 선 (Y-13), 오에도 선 (E-06), 주오·소부 완행선 (JB 16)                                | 1.1       | 10.0      | 도 쿄 도 | 신주쿠구   |
| N-11    | 고라쿠엔         | 後楽園       | 마루노우치 선 (M-22), 미타 선 (가스가역, I-13), 오에도 선 (가스가역, E-07)                                      | 1.4       | 11.4      | 도 쿄 도 | 분쿄구     |
| N-12    | 도다이마에       | 東大前       | | 1.3       | 12.7      | 도 쿄 도 | 분쿄구     |
| N-13    | 혼코마고메       | 本駒込       | 0.9 | 13.6      |           | 도 쿄 도 | 분쿄구     |
| N-14    | 고마고메         | 駒込         | 야마노테 선 (JY 10)                                                                                             | 1.4       | 15.0      | 도 쿄 도 | 도시마구   |
| N-15    | 니시가하라       | 西ケ原       | | 1.4       | 16.4      | 도 쿄 도 | 기타구     |
| N-16    | 오지             | 王子         | 게이힌 도호쿠 선 (JK 36), 아라카와 선 (오지 역 앞 정류장, SA 16)                                                | 1.0       | 17.4      | 도 쿄 도 | 기타구     |
| N-17    | 오지카미야       | 王子神谷     | | 1.2       | 18.6      | 도 쿄 도 | 기타구     |
| N-18    | 시모             | 志茂         | 1.6 | 20.2      |           | 도 쿄 도 | 기타구     |
| N-19    | 아카바네이와부치 | 赤羽岩淵     | 사이타마 고속 철도 사이타마 고속 철도선 (SR 19, 직결 운행)                                                      | 1.1       | 21.3      | 도 쿄 도 | 기타구     |